# 愛知環状鉄道
愛知環状鉄道株式会社（あいちかんじょうてつどう、英: Aichi Loop Railway Co.,Ltd.）は、愛知県に本社を置く、同県などが出資する第三セクター方式の鉄道事業者である。東海旅客鉄道（JR東海、旧:日本国有鉄道〈国鉄〉）の特定地方交通線を転換した岡多線と、日本鉄道建設公団の建設線からなる鉄道路線「愛知環状鉄道線」（愛環線）を運営している。略称で愛環（あいかん）とも呼ばれる。
愛環線の沿線にはトヨタ自動車本社と工場群があり、通勤路線のひとつとなっている。また、周辺は高等学校なども多く、その通学路線でもある。

## 歴史
- 1984年（昭和59年）
  - 7月16日 - 日本国有鉄道が国鉄岡多線・瀬戸線（岡崎駅 - 高蔵寺駅間）の建設・運営を第三セクター方式で行うことを愛知県・岡崎市・豊田市・瀬戸市・春日井市（県・沿線4市）に申し入れ[5]。
  - 12月1日 - 県・沿線4市関係者らによる第三セクター化の調査プロジェクトチーム発足[5]。
- 1986年（昭和61年）
  - 5月1日 - 岡多線・瀬戸線運行対策準備会発足[5]。
  - 7月24日 - 愛知環状鉄道設立発起人会開催[5]。
  - 8月11日 - 第1回岡多線特定地方交通線対策協議会開催。岡崎 - 高蔵寺駅間の一体的運営、1987年（昭和62年）度までに国鉄から転換する事などを議決[5]。
  - 8月28日 - 愛知環状鉄道株式会社発起人総代名義で岡多線・瀬戸線（新豊田駅 - 高蔵寺駅間）の地方鉄道免許を申請[5]。
  - 9月17日 - 会社創立総会開催。代表取締役、専務取締役のほか取締役10名、監査役3名を選任[5]。
  - 9月19日 - 会社設立[2]。
  - 10月9日 - 岡多線・瀬戸線（新豊田駅 - 高蔵寺駅間）の鉄道免許を取得[5]。工事施行認可および特別設計許可申請[6]。
  - 10月15日 - 工事施行認可および特別設計許可申請が承認される。愛知環状鉄道は免許区間の建設を日本鉄道建設公団（公団）によって行うことを運輸大臣に申出[6]。
  - 10月30日 - 愛知環状鉄道と公団との間で基本協定書および工事施行協定書が締結される。また愛知環状鉄道は運輸大臣に対し工事着手届を提出[6]。
- 1987年（昭和62年）
  - 11月9日 - 公団本社による新豊田駅 - 高蔵寺駅間の竣工検査実施（14日まで）[6]。
  - 11月16日 - 愛知環状鉄道による訓練運転を開始[6]。
  - 12月7日 - 中部運輸局による新豊田駅 - 高蔵寺駅間の完成検査（11日まで）[6]。
- 1988年（昭和63年）1月31日 - 愛知環状鉄道線（岡崎駅 - 新豊田駅 - 高蔵寺駅間）が開業[7]。100系電車の営業運転を開始。
- 2002年（平成14年）9月13日 - 「あるるくん」を公式マスコットキャラクターに制定。
- 2003年（平成15年）3月14日 - 2000系電車の営業運転を開始[8]。
- 2004年（平成16年）4月30日 - 硬券入場券・硬券乗車券の販売を終了[要出典]。
- 2005年（平成17年）
  - 3月1日 - 愛知万博の開催（3月25日 - 9月25日）に合わせて、エキスポシャトルの運行を開始（9月30日まで）。
  - 10月1日 -  愛知環状鉄道線とJR中央本線名古屋駅間の直通運転を本格的に開始。
- 2008年（平成20年）3月15日 - 三河豊田駅 - 新豊田駅間でシャトル列車の運行を開始。
- 2019年（平成31年）3月2日 - ICカード「TOICA」のサービスを開始。同時にmanacaやSuica、PASMOなどの交通系ICカードの相互利用にも対応[9]。
- 2021年（令和3年）12月31日 - 回数乗車券の発売を終了[10]。
- 2022年（令和4年）4月1日 - 日中時間帯の窓口営業時間を短縮[11]。

### 愛知万博輸送
2005年3月25日から9月25日まで開催された2005年日本国際博覧会（愛知万博、「愛・地球博」）に際し、愛環線は既存の通常鉄道では会場から最も至近を通過する路線であった。それに伴い、2004年10月10日から2005年9月30日まで、万博会場に最も近い八草駅を「万博八草駅」に改称し、そこから日本初である浮上式リニアモーターカーの愛知高速交通東部丘陵線（リニモ）やシャトルバスに接続をとることで万博会場への輸送に供された。なお、計画当初は線路を会場付近まで延ばす計画があったが、中止になっている。
万博開催に向け、国鉄時代から確保されていた用地を用いそれまで単線であった線路を一部複線化したほか、JR中央本線と接続する高蔵寺駅でJR線と線路を接続し、名古屋駅からの直通列車「エキスポシャトル」を毎時3往復設定した。また、普通列車も毎時3往復を4両編成で運転した。
愛知万博終了後の2005年10月1日以降は、万博八草駅が元の八草駅に戻されたほか、車両は100系がすべて廃車され、2000系に統一された。一方、JRとの直通運転は万博終了後も実施され、2014年3月15日改正時点では朝夕の通勤・通学時間帯に名古屋駅 - 瀬戸口駅間に6本（土休日は運休）の列車が直通運転している。
高蔵寺駅とは逆端にあたる岡崎駅でもJRと接続しているが、両社間の乗り入れを行う列車は設定されていない。また、2004年には万博輸送準備の一環として線路を増設し、岡崎駅付近の一部区間でJRと共用していた走行経路をそれぞれ独立させた。なお、六名駅からの線路増設は東海道本線に沿って築堤を造成（いわゆる「腹付線増」）した。

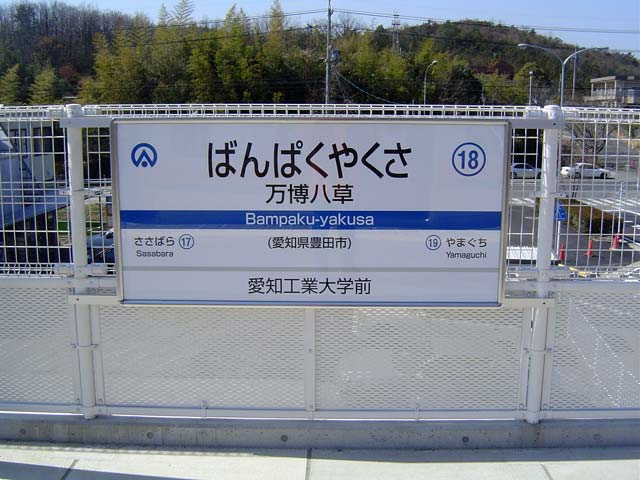
「万博八草駅」（現・八草駅）の駅名標
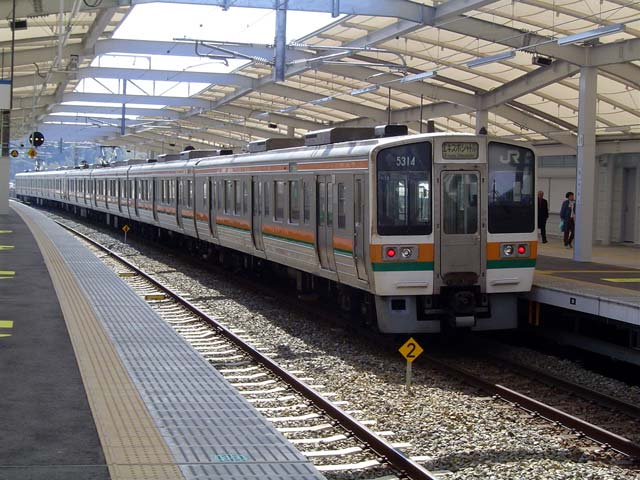
エキスポシャトル 万博八草駅（現・八草駅、2005年3月7日）

## 路線
- 愛知環状鉄道線：岡崎駅 - 新豊田駅 - 瀬戸市駅 - 高蔵寺駅 45.3 km

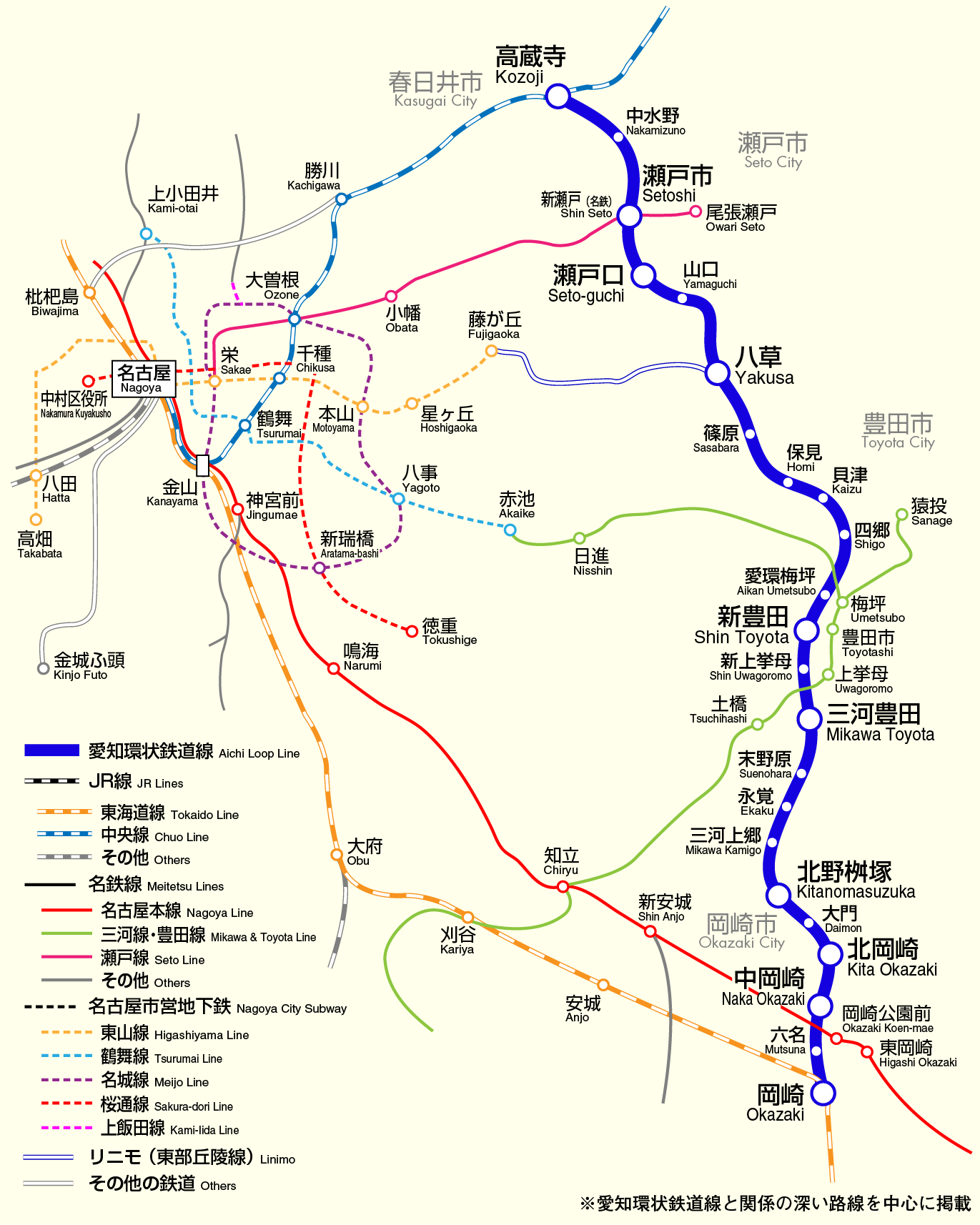
路線図

## 車両
| 2000系電車（新豊田駅、2007年8月31日） |  | 100系電車（万博八草駅〈現・八草駅〉、2005年3月7日） |
| 2000系電車（新豊田駅、2007年8月31日） |  | 100系電車（万博八草駅〈現・八草駅〉、2005年3月7日） |

開業時より電化されているため全て電車で運行されている。全車両ともワンマン運転には対応しない。

### 現用車両
2000系
100系の代替のため2002年以降導入された電車（営業運転は翌2003年から）。全車両が日本車輌製。JR東海313系電車をベースに、共通部品を使い製造コストを抑えている。外装や内装において類似点も多い。当初は緑帯のみだったが、後に青帯車も導入された。

### 過去の車両
100系
愛知環状鉄道発足当時から在籍していた車体長19 m、片開き3扉セミクロスシートの車両であった。片側が運転台付きで2両組の編成を作る100形・200形と、両側に運転台が付く増結用の300形が存在した。車体と台車を新製の一方、電装品には国鉄101系電車の廃車発生品を流用していた。2000系への代替により、2005年11月13日のさよなら運転で運用を終了した。一部はえちぜん鉄道に譲渡され、同社のMC6001形・MC6101形となっている。

## 財務状況
長らく第三セクター鉄道としては比較的珍しく黒字経営が続いていたが、2006年（平成18年）度決算では、単年度約3億2309万円の赤字、前期純利益から相殺した繰越損失額は2億1562万円となり、赤字に転落した。ただ、同年度の利用者は1166万人と前年度に比べて増加していたが、愛知環状鉄道では減価償却費の増加が赤字決算の原因としていた。ちなみに、2012年（平成24年）度においては2660万円の経常損失となったが、補助金等の支援で約2,100万円の利益を計上した。2018年（平成30年）度は当期純利益を2億6900万円としているが、特別利益として補助金が5億4700万円あり、実質的には赤字である。

## 運賃と乗車券類
大人普通旅客運賃（小児は半額・10円未満切り上げ、2025年3月15日改定）。
| キロ程     | 運賃（円） | キロ程  | 運賃（円） |
| ---------- | ---------- | ------- | ---------- |
| 初乗り3 km | 210        | 22 - 25 | 660        |
| 4 - 6      | 270        | 26 - 29 | 720        |
| 7 - 9      | 330        | 30 - 33 | 770        |
| 10 - 12    | 400        | 34 - 37 | 830        |
| 13 - 15    | 460        | 38 - 41 | 890        |
| 16 - 18    | 520        | 42 - 45 | 940        |
| 19 - 21    | 590        | 46      | 990        |

### ICカードについて
JR線から愛環線の各駅を利用する場合、IC乗車カードの利用が不可能な状態が長年と続いていたが、2019年3月2日より、「TOICA」及び、全国交通系ICカードが利用可能になった。TOICA及び、TOICA定期券の販売、磁気定期券からTOICA定期券への変更も、同日より開始された。なお、名古屋鉄道やリニモ、とよたおいでんバスといったmanaca導入事業者との連絡定期券は発売されていない。
駅員のいない無人駅でも自動券売機があれば最低金額500円からチャージ可能となっている。駅員時間配置駅の場合の不在時間帯はIC乗車カードへのチャージができないので事前にチャージしておくよう協力を呼び掛けている。
なお、岡崎駅で乗車と下車（JR東海道本線との乗り換え）の時は、どちらとも必ず愛環線ホームにあるICカード用の乗換改札にタッチしなければならない。その操作を怠ると高蔵寺駅と金山駅を経由したと見なされ、正規よりも高額な運賃が徴収される。

### 通過連絡運輸
愛環線を経由してJR東海道本線浜松 - 刈谷の各駅とJR中央本線恵那（定期券は中津川） - 勝川の各駅相互間を乗車する場合、通過連絡運輸が適用され、前後のJR線の営業キロが通算される。なお、TOICAのSF利用についてはそもそも岡崎駅での連絡運輸が設定されていないため、当然通過連絡運輸も存在しない。

### 連絡運輸
係員用発券端末にてJR連絡きっぷを発券しており最遠地では岡崎経由関ケ原駅まで発券できる。また101キロを超える連絡きっぷでは愛環線内も途中下車ができる。

## 運輸運転業務支援ソフト
鉄道会社としては珍しく、パソコン用の列車ダイヤ作成などの運輸運転業務支援ソフトウェア「愛環X号」を各種発売していたが、後に販売が中止されている。発売中止直前時点で「愛環X号」は1号から6号まで発売されていた。